# I Liceum Ogólnokształcące im. A.J. ks. Czartoryskiego w Puławach
Liceum Ogólnokształcące im. Ks. A.J. Czartoryskiego (popularnie nazywane „Czartorychem”, „Czartem”) – najstarsza w Puławach szkoła ponadpodstawowa założona w 1916, nosząca imię księcia Adama Jerzego Czartoryskiego od 1918. Od września 2009 roku rozpoczęło działalność Niepubliczne Gimnazjum przy I LO im. A.J.ks.Czartoryskiego, później przekształcone w Niepubliczną Szkołę Podstawową „Klasyk”.

## Historia szkoły

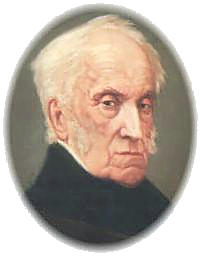
Książę Adam Jerzy Czartoryski – patron szkoły

W momencie powstania szkoły Puławy – jako dawne gniazdo Rodu Czartoryskich, rusyfikowane w latach zaborów z nazwą Nowa Aleksandria na cześć cara – przeszły w wyniku działań wojennych w ręce Austriaków, powołały swój samorząd i przywróciły miastu nazwę Puławy. Natychmiastową decyzją władz samorządowych było powołanie szkoły, mającej na celu kształtowanie przyszłej inteligencji puławskiej.
Głównym inicjatorem powołania szkoły i jej pierwszym dyrektorem od dnia 28 października 1916 roku był Stanisław Eustachiewicz.
1 grudnia 1918 roku Państwowa Szkoła Realna otrzymała nazwę Państwowego Gimnazjum im. ks. A. J. Czartoryskiego. 9 czerwca 1923 roku został położony kamień węgielny pod budynek szkoły. Przekazanie nowej siedziby do użytku odbyło się w październiku 1926 roku.
W 1928 szkoła, dotychczas męska, przekształcona została w szkołę koedukacyjną, w związku z likwidacją Prywatnego Gimnazjum Żeńskiego Jadwigi Hollakowej. W okresie przedwojennym szkoła zyskała rangę placówki oświatowej o wysokim poziomie. Pracował w niej m.in. Aleksander Kosiba.
W okresie okupacji nauczyciel geografii Włodzimierz Zinkiewicz zorganizował w Puławach tajne gimnazjum i liceum, którym kierował do końca wojny. Konspiracyjne nauczanie objęło 462 uczniów. 73 osoby uzyskały małą, a 14 dużą maturę.
Pierwszym powojennych dyrektorem szkoły został Alojzy Szubartowski (1945–1966). W latach 1966–1990 szkołą kierował Aleksander Chromiński. W 1967 oddano do użytku: internat szkoły, boisko szkolne i dwie sale gimnastyczne. 29 listopada 1986 roku przed budynkiem liceum uroczyście odsłonięto pomnik patrona szkoły.
W 1989 liceum wstąpiło do Towarzystwa Szkół Twórczych, skupiającego 35 najlepszych szkół w kraju. W roku szkolnym 1990/1991 dyrektorem szkoły był Tadeusz Kobusiński. Od 1 stycznia 1992 roku do 1 września 1996 roku szkołą kierował Ignacy Czeżyk, a następnie do 31 sierpnia 2004 roku Urszula Giedyk. Do 2019 dyrektorem szkoły była Beata Trzcińska-Staszczyk, następnie został nim Marek Chrzanowski.

## Znani absolwenci
- Marian Bernaciak „Orlik” – ppor., dowódca oddziału partyzanckiego AK
- Danuta Błażejczyk – piosenkarka
- Grzegorz Jędrejek – prawnik, od 2017 sędzia Trybunału Konstytucyjnego
- Romuald Karaś – dziennikarz
- Włodzimierz Karpiński – minister Skarbu Państwa od 2013 do 2015
- Julian Opania – leśnik, por., uczestnik kampanii wrześniowej, żołnierz AK, poległy w powstaniu warszawskim
- Marian Opania – aktor
- Jan Podgórski – lekarz, generał brygady, profesor neurochirurgii
- Małgorzata Sadurska – poseł na Sejm RP, szef kancelarii Prezydenta RP
- Andrzej Bernard Sadzikowski – lekarz weterynarii, profesor parazytologii
- Antoni Sułek – profesor socjologii
- Krzysztof Szulowski – poseł na Sejm RP, mikrobiolog
- Władysław Węgorek – profesor entomologii